# Општина Калараши (Долж)
Калараши (рум. Călăraşi) општина је у Румунији у округу Долж.
Oпштина се налази на надморској висини од 32 m.